# Preußische T 14 (Versuch)
Der Verband Norddeutscher Lokomotivbauer beauftragte 1913 die Firma Henschel eine Versuchslokomotive für die Berliner Stadt-, Ring- und Vorortbahnen zu bauen. Die auch als „Kampflokomotive“ bezeichnete Maschine sollte unter Beweis stellen, dass der Dampfbetrieb einem möglichen elektrischen Betrieb leistungstechnisch ebenbürtig ist. Bei den Preußischen Staatseisenbahnen wurde die Lokomotive unter der Gattung  T 14 geführt.

## Vorgeschichte
Die Industrialisierung Groß-Berlins führte Ende des 19. und Anfang des 20. Jahrhunderts zu einem raschen Bevölkerungswachstum und der Ausdehnung der besiedelten Fläche. Durch die Randwanderung von Industriebetrieben wie Siemens & Halske, Borsig und AEG mussten die Arbeiter längere Wege zurücklegen. Die Eisenbahn war dadurch gefordert, dass die Züge häufiger verkehren mussten bei gleichzeitiger Zunahme der Fahrgäste pro Zug. Zwischen 1882 und 1912 stieg das Verkehrsaufkommen auf der Stadt- und Ringbahn von elf Millionen auf 201 Millionen Fahrgäste an. Der Gesamtverkehr einschließlich der Vorortbahnen lag 1906 bei über 250 Millionen Fahrgästen. Der Zuglänge waren durch die Bahnsteiglängen von 150 m Grenzen gesetzt. Um die Beförderungskapazität steigern zu können, war daher der nächste Schritt, die Zugdichte zu erhöhen. Durch mehrere Blockverdichtungen war seit 1896 bereits ein Zweieinhalb-Minuten-Takt möglich, das entspricht 24 Zügen je Stunde und Richtung. Theoretisch wären auch 30 Züge je Stunde und Richtung durchführbar gewesen.
Unabhängig von der Tatsache, dass eine weitere Verdichtung auch entsprechende signaltechnische Veränderungen – wie sie mit dem Sv-Signalsystem ab 1928 realisiert wurden – voraussetzte, kam die Idee auf, die Strecken für den elektrischen Betrieb umzurüsten. Diverse Straßenbahnbetriebe und die 1902 eröffnete Hoch- und Untergrundbahn nutzten zu dieser Zeit bereits den Fahrstrom. Zwischen 1900 und 1902 führte Siemens & Halske einen elektrischen Versuchsbetrieb auf der Wannseebahn durch. Die Union-Elektricitäts-Gesellschaft (UEG) führte ab 1903 elektrische Fahrten auf der Lichterfelder Vorortbahn durch. Etwa zeitgleich reichte die UEG ein Projekt zur Elektrifizierung der Stadt-, Ring- und Vorortbahnen beim Ministerium der öffentlichen Arbeiten ein. Anvisiert war ein Zwei-Minuten-Takt auf der Stadtbahn (entspricht 30 Fahrten je Stunde und Richtung). Da rechnerisch nachgewiesen wurde, dass auch Dampflokomotiven diese Leistung zustande brächten, beschaffte die KED Berlin zunächst mehrere Tenderlokomotiven der Gattungen T 6, T 11 und T 12. Gleichzeitig sollte ermittelt werden, ob die Höchstgeschwindigkeit der Stadtbahn von 45 km/h auf 60 km/h gesteigert werden könne. Die T 12 stellte sich dabei als am zuverlässigsten heraus, weshalb spätere Beschaffungen auf diese Gattung abzielten.
Ein Wandel zeigte sich nach Antritt Paul von Breitenbachs als Minister der öffentlichen Arbeiten im Jahr 1906. Breitenbach war von den Vorteilen der Elektrifizierung überzeugt und informierte die KED Berlin 1907 über die Absicht, die Stadt-, Ring- und Vorortbahnen zu elektrifizieren. 1908 legte die KED Berlin eine Abhandlung zu dieser Frage vor und ging darin auf die Vorteile einer Elektrifizierung ein. Die KED Berlin arbeitete in den nächsten Jahren weiter an der Umsetzung des Projektes. Ab dem Frühjahr 1911 befasste sich der Preußische Landtag mit dem Thema. Zur Aufklärung der zuständigen Kommission gab die Regierung 1912 eine Denkschrift heraus, in der erneut auf den elektrischen Betrieb eingegangen wurde. Die Autoren kamen zu dem Schluss, dass der Dampfbetrieb bei der gegenwärtigen Steigerung der Fahrgastzahlen bis zum Jahr 1916 ausreichen würde, bei einer Zunahme der stündlich verkehrenden Züge auf 30 oder gar 40 Züge je Stunde und Richtung aber nicht mehr tragbar wäre. Die Denkschrift führte weiterhin aus, dass dieser Zugdichte eine zwölfachsige Dampflokomotive mit acht gekuppelten Achsen oder entsprechend zwei sechsachsige Maschinen mit vier gekuppelten Achsen – und zwei Personalen – erforderlich wären. Der Verband norddeutscher Lokomotivfabriken nahm diese Aussage zum Anlass, eine Versuchslokomotive herzustellen, die die erforderliche Leistung erbringen sollte. Henschel & Sohn in Kassel wurde daraufhin mit dem Bau der „Kampflokomotive“ beauftragt. Sie wurde in der vergleichsweise kurzen Zeit von zweieinhalb Monaten fertiggestellt und der Direktion kostenlos überlassen.

## Konstruktion und Einsatz
Die Lokomotive besaß ein Dreizylindertriebwerk. Die zweite gekuppelte Achse wurde vom mittleren Zylinder angetrieben. Die beiden Äußeren trieben die dritte gekuppelte Achse an. Erstmals wurde auch ein Heißdampfregler hinter dem Überhitzer eingesetzt, der später durch einen Nassdampfregler ersetzt wurde. Die Laufachsen waren als Adamsachsen ausgeführt. Eingesetzt wurden auch erstmals Pop-Sicherheitsventile. Um die Rauch- und Lärmentwicklung zu vermindern, erhielt die Maschine eine Öl-Zusatzfeuerung und einen Schalldämpfer gegen die Auspuffschläge. Der Kessel war auffallend groß und der Rost war so bemessen, dass die Lokomotive mit einem mit Fahrgästen besetzten Stadtbahnzug auf dem kürzesten Stationsabstand mit 700 Metern zwischen den Bahnhöfen Alexanderplatz und Börse (heute: Hackescher Markt) eine Geschwindigkeit von 50 km/h erreichen konnte. Dies entsprach einer Zugfolge von 40 Zügen pro Stunde.
Anfang Februar 1913 traf die Lokomotive in Berlin ein. Neben der Kampflok wurde auch eine T 12 mit Rauchröhrenüberhitzer für die Versuchsfahrten herangezogen. Die Fahrten fanden in den nächtlichen Betriebspausen auf dem Stadt-Nordring statt, also der Ringfahrt über Stadtbahn und nördliche Ringbahn. Die Fahrt hatte eine planmäßige Umlaufzeit von 86 Minuten. Bei elektrischem Betrieb sollte diese auf 70 Minuten reduziert werden. Für die Dampflokomotiven musste in dieser Zeit noch die Erneuerung der Vorräte mit veranschlagten dreieinhalb Minuten abgezogen werden, woraus sich die anvisierte Fahrtzeit von 66,5 Minuten ergab. Der Wagenzug umfasste 39 Achsen (entspricht 13 dreiachsigen Wagen) und wog 300 Tonnen, was einer Überfüllung von 70 Prozent entsprach. Die Versuchslokomotive erreichte mühelos Beschleunigungs- und Fahrtzeitwerte, die einer Zugfolge von 40 Zügen entsprach, die Leistung konnte sogar auf 42 Züge gesteigert werden. Der Kohleverbrauch soll dabei „denkbar gering“ gewesen sein. Bei einer Vorführfahrt auf der Wannseebahn am 20. Februar 1913, bei der auch die Budgetkommission des Preußischen Abgeordnetenhauses zugegen war, wurden indes einige Nachteile der Maschine deutlich. Die Lokomotive fuhr zwar schneller an als die auf der Strecke eingesetzten T 12-Maschinen, doch würde der Fahrgast das Anfahren im elektrischen Triebwagen weniger lästig empfinden. Beim Anfahren zeigte sich, dass die Lokomotive trotz Schalldämpfer einen lauten Auspuffschlag hatte. Bei der Durchfahrt von Brücken und anderen Übergängen brachte die Maschine einen „donnerähnlichen Lärm“ hervor. Die Vossische Zeitung, die die Fahrt begleitet hatte, kam zu dem Schluss, dass die Maschine leistungstechnisch zwar ebenbürtig zum elektrischen Betrieb war, aber zweifelte ihre Eignung für den Lokalverkehr an.
Am 5. Mai 1913 überwand das Gesetz betreffens die Elektrifizierung der Stadt-, Ring- und Vorortbahn die letzte juristische Hürde. Daraufhin wurden die Versuche mit der „Kampflokomotive“ auf der Stadt- und Ringbahn eingestellt. Nachdem man den dritten Zylinder ausgebaut hatte, wurde sie an die Königliche Eisenbahn-Direktion Breslau abgegeben. Nach Ende des Ersten Weltkrieges ging sie im Zuge der Reparationsleistungen 1919 an die französische Chemins de fer de l’Est.